# Palkov moreuz
Palkov moreuz (tamilski பாக்கு நீரிணை) moreuz je između indijske države i Dafna okruga Severne provincije ostrvske nacije Šri Lanka. On povezuje Bengalski zaliv na severoistoku sa Palkovim zalivom na jugozapadu. Sa minimalnom dubinom manjom od 9,1 m, on je širok od 64 do 137 km (40 do 85 milja) i dugačak 85 milja. U njega se uliva nekoliko reka, uključujući reku Vajgaj u Tamil Nadu. Tesnac je dobio ime po Robertu Palku, koji je bio guverner Madrasa (1755–1763) tokom perioda kompanije Raž.
Jedinstvena karakteristika Palkovog tesnaca je da su talasi oko njega, na njegovom severu i jugu, u velikom kontrastu. Na severu su talasi Bengalskog zaliva uglavnom nabujali, dok su na jugu u Palkovom zalivu uglavnom regularni morski talasi. Iako je to područje kojim dominira more, značajne visine talasa u regionu Palkovog zaliva relativno su mali. Prosečna značajna visina talasa u Palkovom zalivu u blizini Adamovog mosta je oko 0,5 m.

## Geografija
Palkov zaliv je na svom južnom kraju ograničen lancem niskih ostrva i grebenskih sprudova zajednički zvanih Adamov most, koji je istorijski u hinduskoj mitologiji bio poznat kao „Ram Setu”, tj. Ramov most. Ovaj lanac proteže se između Danuškodija na ostrvu Pamban (takođe poznatog i kao ostrvo Ramesvaram) u Tamil Nadu i ostrva Manar na Šri Lanki. Ostrvo Ramesvaram povezano je sa indijskim kopnom mostom Pamban.

## Istorija
Od 1914. godine postojali su redovni vozovi iz Madrasa/Čenaja do Danuškodija, trajekt za Talajmanar na ostrvu Manar, a zatim voz za Kolombo. Godine 1964, ciklon je uništio Danuškodi i železničku prugu, i naneo ozbiljnu štetu duž obala Palkovog tesnaca i Palkovog zaliva. Danuškodi nije obnovljen i pruga od Talajmanara do Mahavilachchiia na Šri Lanki je zapuštena zbog građanskog rata. (Kasnije je potpuno obnovljena). Postojao je trajekt između malih pristaništa u Ramesvaramu i Talajmanaru, ali to je prekinuto do današnjeg vremena.

### Predloženi kanal
Plitke vode i grebeni tesnaca otežavaju prolazak velikim brodovima, mada su tesnacem vekovima plovili ribarski čamci i mali brodovi koji obavljaju obalsku trgovinu. Veliki brodovi moraju putovati oko Šri Lanke. Izgradnja brodskog kanala kroz moreuz prvi je put predložena britanskoj vladi Indije 1860. godine, a brojne komisije su proučavale predlog do danas. Najnovija studija Projekta brodskog kanala Setusamudram, kako se sada naziva, The most recent plan is to dig the channel roughly in the middle of the straits to provide the shortest course and the course requiring least maintenance. This plan avoids the demolition of Ram Setu.
bila je procena uticaja na životnu sredinu i studija tehničke izvodljivosti koju je 2004. naručila vlada Tamil Nadua.
Međutim, plan je naišao na protivljenje različitih verskih krugova. Indijska epska pesma Ramajana, napisana od 7. do 4. veka pne na sanskrtu i važan hinduistički tekst, govori o tome kako je Rama uz pomoć vojske vanara sagradio most od kamena preko mora do Lanke da bi spasio svoju suprugu Situ od asurskog kralja Ravana. Pokret Ram Karmabumi, podstaknut satelitskom fotografijom Rama Setua agencije NASA, formiran je da spreči izgradnju brodskog kanala.
Predložena je izgradnja podmorskog tunela koji bi povezivao Indiju i Šri Lanku, a koji bi prolazio ispod Palkovog moreuza.

## Literatura
- George, victor; Kumar, V. Sanil (октобар 2019). „Wind-wave measurements and modelling in the shallow semi-enclosed Palk Bay”. Ocean Engineering. 189: 106401. ISSN 0029-8018. doi:10.1016/j.oceaneng.2019.106401.
- Chandramohan, P. Jena; B.K. SanilKumar, V. (2006-08-28). Littoral drift sources and sinks along the Indian coast. Indian Academy of Sciences. OCLC 713270195.
- Gowthaman, Rajamanickam; Kumar, V. Sanil; Dwarakish, Gowdagere Siddaramaish; Shanas, P.R.; Jena, Basanta Kumar; Singh, Jai (новембар 2015). „Nearshore waves and longshore sediment transport along Rameshwaram Island off the east coast of India”. International Journal of Naval Architecture and Ocean Engineering. 7 (6): 939—950. Bibcode:2015IJNAO...7..939G. ISSN 2092-6782. doi:10.1515/ijnaoe-2015-0065 .
- Gowthaman, R.; SanilKumar, V.; Dwarakish, G.S.; Mohan, S.S.; JaiSingh AshokKumar, K. (2013-06-17). Waves in Gulf of Mannar and Palk Bay around Dhanushkodi, Tamil Nadu, India. Current Science Association. OCLC 854516766.
- Wight, Colin. „Quick guide to the Ramayana”. www.bl.uk. Архивирано из оригинала 12. 11. 2020. г. Приступљено 2020-04-29.
- „India-Sri Lanka road link in the works”. Daily News and Analysis. 17. 6. 2015.
- Balachandran, P.K. (19. 12. 2015). „Sri Lanka Scuttles Gadkari's Plan for Bridge Over Palk Strait”. The New Indian Express. Express News Service. Архивирано из оригинала 23. 12. 2015. г. Приступљено 10. 10. 2020.
- „Limits of Oceans and Seas, 3rd edition” (PDF). International Hydrographic Organization. 1953. Архивирано из оригинала (PDF) 8. 10. 2011. г. Приступљено 28. 12. 2020.
- Eaton, Richard M. (1993). The Rise of Islam and the Bengal Frontier, 1204–1760. University of California Press.
- „LME 34 Bay of Bengal”. NOAA. Архивирано из оригинала 18. 4. 2003. г. Приступљено 21. 1. 2007.
- „The Bay of Bengal: New bay dawning”. The Economist. 27. 4. 2013.
- Berlin, Donald L. (25. 1. 2005). „The emerging Bay of Bengal”. Asia Times Online. Архивирано из оригинала 29. 1. 2005. г.
- „Positioning the Bay of Bengal in the Great Game of the Indo-Pacific Fulcrum”. Air University (AU) (на језику: енглески). Приступљено 2022-11-15.
- Francis Jr., Peter (2002). Asia's Maritime Bead Trade: 300 B.C. to the Present. University of Hawaii Press. ISBN 0-8248-2332-X.
- Rodd, Rennell (април 1930). „Major James Rennell. Born 3 December 1742. Died 20 March 1830”. The Geographical Journal. The Geographical Journal, 75  (4):. 75 (4): 289—299. JSTOR 1784813. doi:10.2307/1784813.
- „Adam's bridge”. Encyclopædia Britannica. 2007. Приступљено 14. 9. 2007.
- „Use land based channel and do not cut through Ram bridge:Sethu samudram project committee report to Union Government”. 30. 9. 2007. Архивирано из оригинала 13. 10. 2007. г. Приступљено 15. 10. 2007. „In these circumstances we have no doubt, whatever that the junction between the two sea should be effected by a Canal; and the idea of cutting a passage in the sea through Ram’s Bridge should be abandoned.”
- „Pachauri to head six-member experts committee - Today's Paper”. The Hindu. 2008-07-31. Архивирано из оригинала 5. 8. 2008. г. Приступљено 2. 9. 2015.
- Singh, Gyanant (23. 2. 2013). „Centre junks Pachauri report, will go ahead with Setusamudram project”. India Today.in. Living Media India Limited. Приступљено 10. 10. 2013.
- Nair, Shilpa (10. 7. 2020). „Citing Indo-China conflict, DMK MP TR Baalu urges PM Modi to restore the 'Sethusamudram' project”. Times Now. India.
- Bhaskar, Utpal (16. 3. 2021). „SPV for Sethusamudram project to be wound up”. mint (на језику: енглески). Приступљено 23. 5. 2022.
- „Most of the earlier committees have suggested land based passages across Rameswaram Island”. 16. 10. 2007. Архивирано из оригинала 14. 10. 2007. г. Приступљено 16. 10. 2007.